# I can
「I can」（アイ・キャン）は、日本のロックデュオ・Honey L Daysのメジャー7作目のシングル。

## 概要
- 前作「がんばれ」から約3か月ぶりにして、アルバム『change』からの先行シングル。
- 表題曲はエイチ・アイ・エス『挑め!世界へ。』篇のCMイメージソングに、カップリング曲はBeeマンガ『ビー・バップ・ハイスクール』のエンディングテーマにそれぞれ使用された。CMのタイアップは今作が初となった。
- ジャケットの異なるCD+DVD規格とCD規格の2形態で発売された。DVDには表題曲のミュージック・ビデオとメイキング映像が収録された。

## 収録曲
| 全作曲: KYOHEI、her0ism。 |                             |           |                   |                                  |      |
| #                         | タイトル                    | 作詞      | 作曲・編曲        | 編曲                             | 時間 |
| 1.                        | 「I can」                   | KYOHEI    | KYOHEI 、 her0ism | Taichi Nakamura、her0ism、KYOHEI | 4:08 |
| 2.                        | 「Sunshine」                | KYOHEI    | KYOHEI 、 her0ism | Koji Igarashi                    | 4:39 |
| 3.                        | 「I can (Instrumental)」    |           | KYOHEI 、 her0ism | Taichi Nakamura、her0ism、KYOHEI | 4:08 |
| 4.                        | 「Sunshine (Instrumental)」 |           | KYOHEI 、 her0ism | Koji Igarashi                    | 4:40 |
| 合計時間:                 | 合計時間:                   | 合計時間: | 合計時間:         | 17:35                            |      |

### 解説
1. I can
2. Sunshine
3. I can (Instrumental)
表題曲のインストゥルメンタルバージョン。
4. Sunshine (Instrumental)
カップリング曲のインストゥルメンタルバージョン。

## 参加ミュージシャン
Honey L Days
- MITSUAKI：Vocal (#1,2)
- KYOHEI：Vocal (#1,2)、Electric Guitar (全曲)、Acoustic Guitar (#2,4)

Support Musician
- 中村タイチ：Electric Guitar (#1,3)
- 山内薫：Bass (#1,3)
- 須長和広：Bass (#2,4)
- 宮川剛：Drums (#1,3)
- 佐野康夫：Drums (#2,4)
- 五十嵐宏治：Electric Piano (#1,3)、Piano (#2,4)

## タイアップ
- エイチ・アイ・エス『挑め!世界へ。』篇CMイメージソング (#1)
- Beeマンガ『ビー・バップ・ハイスクール』エンディングテーマ (#2)

## 収録アルバム
- change (#1)
- THE BEST DAYS (#2)